# Ałazeja
Ałazeja (ros. Алазея, Ałazieja) – rzeka w azjatyckiej części Rosji, w Jakucji. Długość 1590 km; powierzchnia dorzecza 64 700 km²; średni przepływ przy ujściu 320 m³/s.
Powstaje na płaskowyżu Ałazejskim z połączenia rzek Kadyłczan i Nelkan; płynie niezwykle krętym biegiem przez nizinę Kołymską; uchodzi do Morza Wschodniosyberyjskiego dzieląc się na kilka odnóg. Główny dopływ Rossocha (lewy). W dorzeczu ponad 24000 jezior, przeważnie niewielkich.
Zasilanie śniegowo-deszczowe; zamarza od października do maja (przez ok. 5 miesięcy do dna).